# Ireczek (szczyt)
Ireczek (bułg. Иречек) – szczyt w paśmie górskim Riła, w Bułgarii, o wysokości 2852 m n.p.m. Znajduje się w sąsiedztwie Musali i Dena. Pod względem wysokości jest trzecim szczytem w górach Riły.